# Декларація суверенітету Естонії

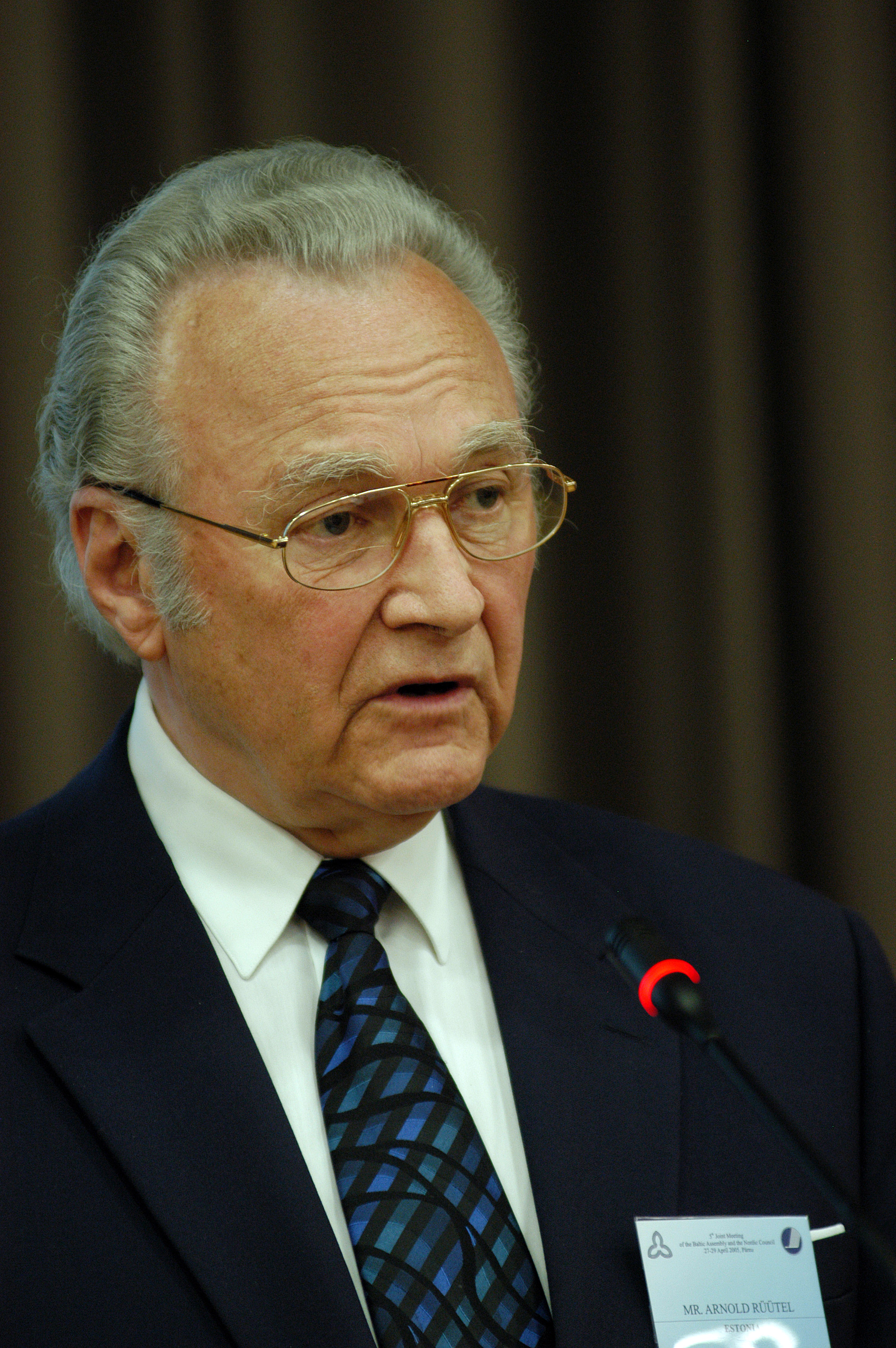
Арнольд Рюйтель відіграв ключову роль у підготовці Декларації та підписав її

Декларація суверенітету Естонії (ест. suveräänsusdeklaratsioon), повністю: Декларація суверенітету Естонської РСР (ест. Deklaratsioon Eesti NSV suveräänsusest) була прийняла 16 листопада 1988 року під час Співочої революції. Декларація встановлювала суверенітет і верховенство естонських законів над законами Радянського Союзу. Парламент Естонії також претендував на природні ресурси республіки: землі, внутрішні води, ліси, корисні копалини й засоби промислового виробництва, сільське господарство, будівництво, державні банки, транспорт, комунальні послуги й т. ін. на території у межах кордонів Естонії. 16 листопада тепер відзначається щорічно як «День декларації суверенітету».
Естонія отримала незалежність як наслідок Першої світової війни та війни за незалежність (1918—1920). 1940 року відповідно до Пакту Молотова — Ріббентропа та додаткового таємного протоколу від серпня 1939 року, Естонію було окуповано Радянським Союзом.
Більшість західних країн відмовилися визнати включення Естонії де-юре до Радянського Союзу і визнавали уряд Естонської РСР де-факто або не визнавали взагалі. Такі країни визнавали естонських/латиських/литовських дипломатів і консулів, які й далі функціонували від імені своїх колишніх урядів. Ці літні дипломати діяли в цій аномальній ситуації до остаточного відновлення незалежності Балтійських країн.
В 1980-х роках почалися Перебудова та Гласність, і політичні репресії в СРСР припинилися. У результаті Серпневого путчу 20 серпня 1991 року декларація проголосила відновлення незалежної Естонської республіки. 6 вересня 1991 року СРСР визнав незалежність Естонії й країна ввійшла до складу ООН 17 вересня.
31 серпня 1994 року, після трьох років переговорів, збройні сили Росії відступили з території країни. Російська Федерація офіційно припинила свою військову присутність в Естонії, коли відмовилася від контролю над ядерним реактором у Палдіскі у вересні 1995 року. Естонія приєдналася до Європейського Союзу у 2004 році, після того, як стала членом НАТО.

## Виноски
1. ↑  Frankowski, Stanisław; Paul B. Stephan (1995). Legal reform in post-communist Europe. Martinus Nijhoff Publishers. с. 84. ISBN 0-7923-3218-0. Архів оригіналу за 1 серпня 2020. Процитовано 1 квітня 2016.
2. 1 2  Walker, Edward (2003). Dissolution. Rowman & Littlefield. с. 63. ISBN 0-7425-2453-1. Архів оригіналу за 11 травня 2011.
3. ↑  Talmon, Stefan (2001). Recognition of Governments in International Law. Oxford University Press. с. 103. ISBN 978-0-19-826573-3. Архів оригіналу за 1 серпня 2020. Процитовано 1 квітня 2016.
4. ↑  Aust, Anthony (2005). Handbook of International Law. Cambridge University Press,. с. 26. ISBN 0-521-82349-8.{{cite book}}:  Обслуговування CS1: Сторінки з посиланнями на джерела із зайвою пунктуацією (посилання)
5. ↑  Diplomats Without a Country: Baltic Diplomacy, International Law, and the Cold War by James T. McHugh, James S. Pacy, Page 2.
6. ↑  Miljan, Toivo (2004). Historical Dictionary of Estonia. Scarecrow Press. ISBN 0-8108-4904-6. Архів оригіналу за 1 серпня 2020. Процитовано 1 квітня 2016.
7. ↑  Europa Publications Limited (1999). Eastern Europe and the Commonwealth of Independent States 1999. с. 333. ISBN 1-85743-058-1. Архів оригіналу за 1 серпня 2020.